# Хаддад, Сорая
Сорая Хаддад (араб. صورايا حداد‎, род. 30 сентября 1984, El-Kseur, Беджая) — алжирская дзюдоистка, чемпионка и призёр чемпионатов Африки, бронзовый призёр Олимпийских игр 2008 года.

## Биография
Начав выступать в самой лёгкой категории (до 48 кг), Хаддад становится бронзовым призёром чемпионата Африки 2002 года. На Олимпиаде в Афинах проиграла в четвертьфинале будущей чемпионке из Японии Рёко Тани, уступив затем и в утешительной схватке.
В 2004, 2005 и 2008 годах становится чемпионкой Африки, в 2007 году — бронзовым призёром Всеафриканских игр. Также в 2005 году побеждает на Средиземноморских играх в Альмерии и становится бронзовым призёром чемпионата мира в Каире.
В 2006 году в открытом письме объявляет о решении завершить спортивную карьеру, объясняя это невозможностью совмещать спорт с учёбой и нехваткой денежных средств. Однако после беседы с министром спорта Алжира, которому было адресовано письмо, изменила своё решение. Одержала победы на ряде международных турниров, в том числе, входящих в серию Гран-при.
На Олимпиаде в Пекине уступила в полуфинале китаянке Сян Дунмэй, но в схватке за бронзовую медаль нанесла поражение спортсменке из Казахстана Чолпан Халиевой.